# 小野ひずる
小野 ひずる（おの ひずる、1955年〈昭和30年〉2月1日 - ）は、日本の元女優。本名・小野 日出（読み同じ）。
東京都杉並区出身。明星学園高等学校、自由が丘産能短期大学卒業。
姉は、元女優で『笑点』の大喜利コーナーで座布団運びを務めたこともある小野千春。

## 来歴
姉・千春の誘いを受けて、芸能プロダクション・東京新社に所属。国立音楽大学付属高校1年のとき、ニッポン放送「東芝ワイドワイドサンデー」に坂本九のアシスタントとして1年間出演したことがきっかけで芸能界に入る。高校2年から明星学園に編入して本格的に活動する。
1972年（昭和47年）、『夕映えに明日は消えた』（東宝）でデビューするが、作品自体は未公開となる。同年に「まえぶれ」（MGMレコード）でレコードデビュー。同年10月より、フジテレビのテレビドラマ『一姫二太郎』にレギュラー出演。当時の紹介記事では「今はセリフを覚えるのが精一杯で、間の取り方や表情までは気が回りません」と述べている。
1973年（昭和48年）、特撮テレビドラマ『仮面ライダーV3』（毎日放送）で、ヒロインの珠純子を演じる。
23歳のとき、結婚のため芸能界を引退。
2007年（平成19年）、「ヒロインステーション2007Vol1」(大洋書房)の取材に応え、預かっている姉・千春の孫と共に久々に姿を見せた。
2009年4月26日のイベント『スーパーフェスティバル』でサイン会に登場。100人を超えるファンがサイン会に来場している。
2011年3月20日のFMラジオ『大相撲甚句』にゲスト出演したことがパーソナリティーのブログにて紹介されている。

## 出演作品

### テレビドラマ
- 緊急指令10-4・10-10 第13話「海獣半魚人の反逆」（1972年）- 南和子
- 一姫二太郎（1972年） - 奈々
- 仮面ライダーV3（1973年 - 1974年） - 珠純子
- ボクは女学生（1973年）
- 白い滑走路（1974年） - 沢京子
- ウルトラマンレオ 第32話「日本名作民話シリーズ! さよならかぐや姫 - 竹取り物語より - 」（1974年） - 中島弥生（かぐや姫）
- 破れ傘刀舟悪人狩り
  - 第23話「母恋い童唄」（1975年）
  - 第37話「傷だらけの烙印」（1975年）
  - 第72話「闇に咲いた渡世花」（1976年）
  - 第115話「十八年目の女」（1976年）
- 三日月情話（1976年）
- 特別機動捜査隊 (1976年)
  - 第754話「ドキュメント・暴行」 - 池上夏子
  - 第784話「女子高生と野獣」 - 小田切慶子
- 太陽にほえろ! 第218話「殿下とスコッチ」（1976年） - 松山綾子
- 日曜劇場 夢のながれ（1976年10月17日、CBC） - 九条冴子
- 5年3組魔法組 第35話「ステキー鬼姫先生」 - 第41話「くたばれ魔法組!」（1977年） - 乙竹姫子先生
- 大江戸捜査網 第281話「雨の朝江戸に死す」（1977年） - おなつ

### その他のテレビ番組
- ウルトラ情報局（2008年）『ウルトラマンレオ』第32話放送分ゲスト

### 映画
- 夕映えに明日は消えた（1973年） - お静 未公開
- 仮面ライダーV3対デストロン怪人（1973年） - 珠純子

## ディスコグラフィー
- 「まえぶれ」